# 高山雀鹛
高山雀鹛（学名：Fulvetta striaticollis），鸦雀科褐鹛属的一种鸟类，曾被归入画眉科雀鹛属，分布于印度和中国大陆。该物种的保护状况被评为无危。
2022年，为了体现其作为中国特有种的地位，“中国鸟类名录”10.0版将高山雀鹛的中文名修改为中华雀鹛。
高山雀鹛的栖息地为温带疏灌丛。该物种的模式产地在四川宝兴。